# Pastria grinpela
Pastria grinpela is een vlinder uit de familie van de dikkopjes (Hesperiidae). De wetenschappelijke naam van de soort is voor het eerst geldig gepubliceerd in 1986 door Michael Parsons.

## Type
- holotype: "male. 11.II.1982. leg. M.J. Parsons"
- instituut: BMNH, Londen, Engeland
- typelocatie: "Papua New Guinea, Morobe Province, Wau, Mt. Kaindi, Namie Creek, 1700 m"